# Finala Cupei Angliei 1883
Finala Cupei Angliei din 1883 a fost disputată intre Blackburn Olympic și Old Etonians la Kennington Oval. Blackburn Olympic a câștigat cu 2–1 după prelungiri. James Costley și Arthur Matthews au marcat pentru Blackburn; Harry Goodhart pentru Old Etonians. A fost un meci decisiv pentru acest sport, deoarece pentru prima dată într-o finală a Cupei FA, o echipă muncitoare care juca „jocul combinat” (pasare) a triumfat asupra unei echipe care juca tacticile școlii publice de „ rush” și „scrimmages”